# 朗科姆
朗科姆（法語：Lancôme，法語發音：[lɑ̃kom]）是法国卢瓦-谢尔省的一个市镇，属于布卢瓦区。

## 地理
朗科姆（47°38'56"N, 1°7'24"E）面积9.89 平方千米，位于法国中央-卢瓦尔河谷大区卢瓦-谢尔省，该省份为法国中北部省份，北起厄尔-卢瓦省，东北接卢瓦雷省，东南接谢尔省，南至安德尔省，西南接安德尔-卢瓦尔省，西北接萨尔特省。
与朗科姆接壤的市镇（或旧市镇、城区）包括：弗朗赛、贡贝尔让、朗德勒戈卢瓦、普赖。

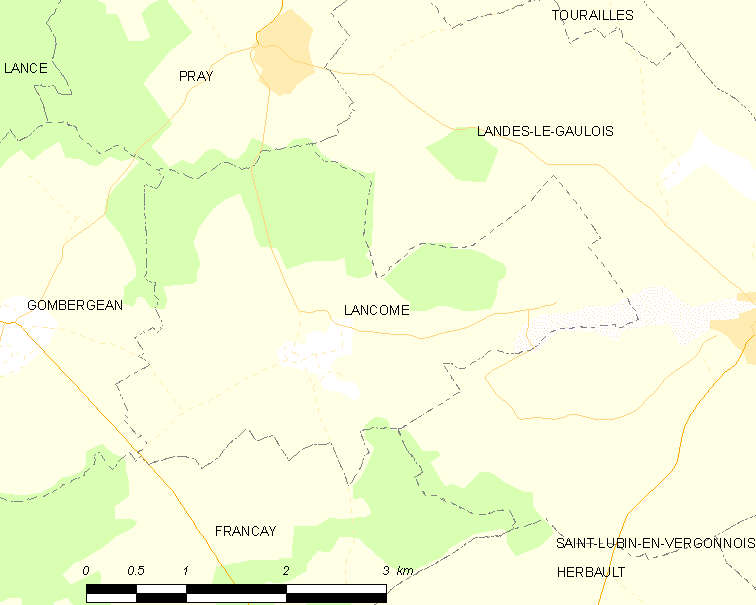
朗科姆的OSM定位图

朗科姆的时区为UTC+01:00、UTC+02:00（夏令时）。

## 行政
朗科姆的邮政编码为41190，INSEE市镇编码为41108。

## 政治
朗科姆所属的省级选区为卢瓦尔河畔沃赞县。

## 人口

1962-2008年间朗科姆人口变化图示

朗科姆于2022年1月1日时的人口数量为121人。